# Route 42 (Islande)
Pour les articles homonymes, voir Route 42.
La Route 42 (Þjóðvegur 42) ou Gaulverjabæjarvegur est une route islandaise reliant Hafnarfjörður à Þorlákshöfn.

## Trajet
- Hafnarfjörður -
- -  vers Route 1
- -  vers Grindavík
- Krýsuvík
- Phare de Krísuvíkurberg
- Phare de Selvogur
- Route 38 vers Route 1 et Þorlákshöfn

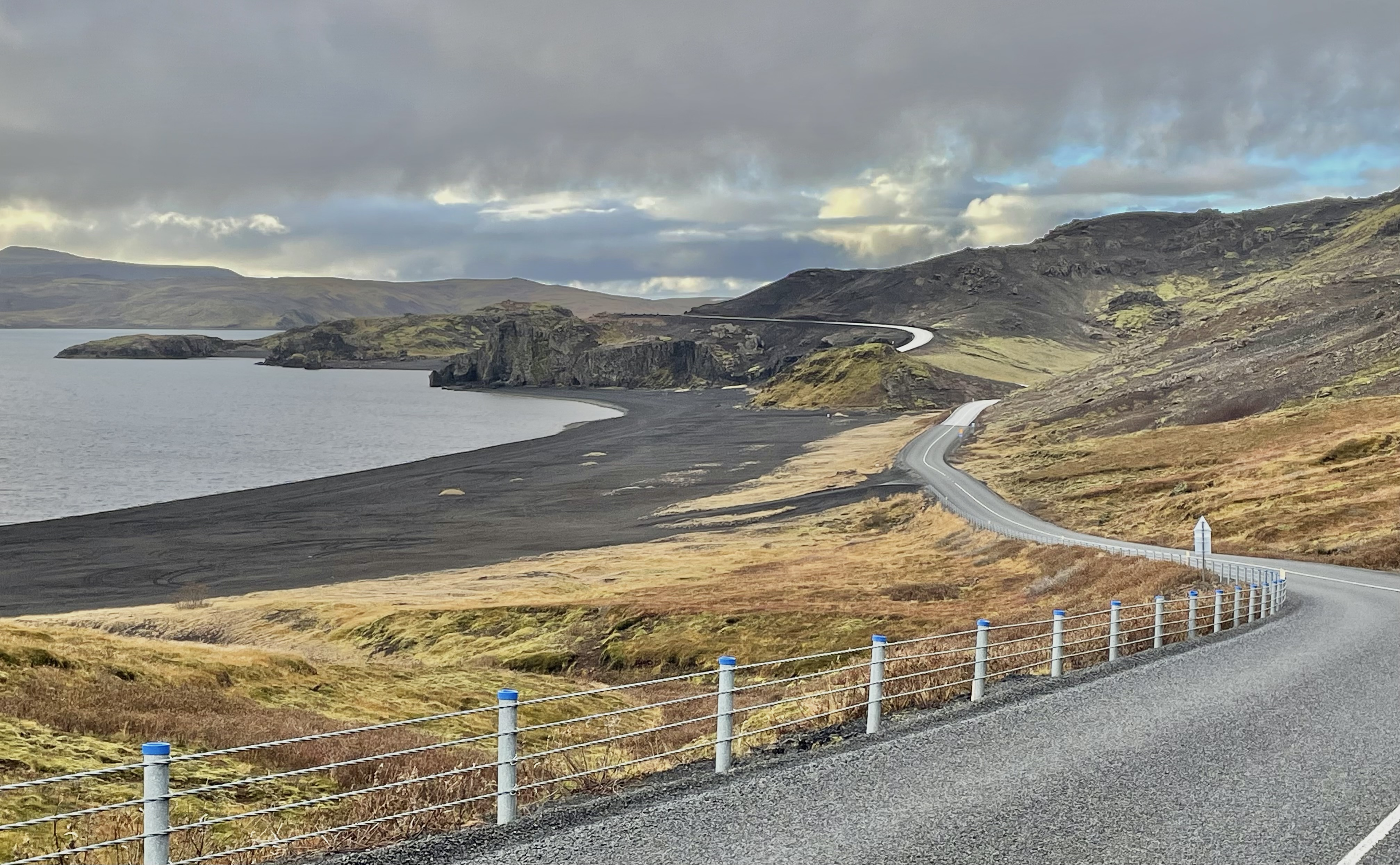
Route 42 le long du Lac Kleifarvatn
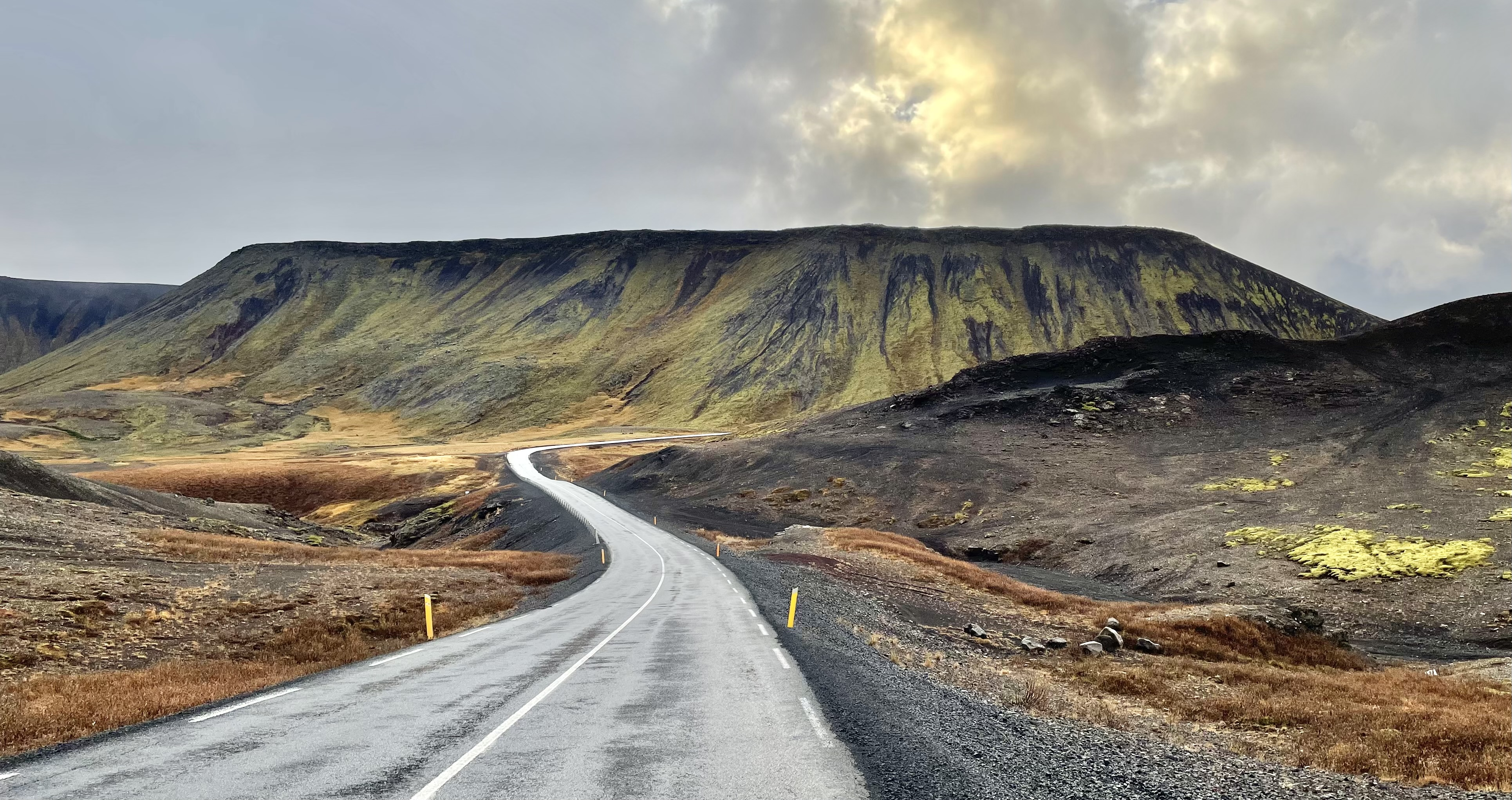
Route 42 approche la montagne Vatnshliðarhorn